# Акбулым
Акбулы́м (до 1997 года — Ильи́ч, каз. Ақбұлым) — село в Жамбылском районе Жамбылской области Казахстана, административный центр Акбулымского сельского округа. Код КАТО — 314035100.

## География
Село расположено в южной части Жамбылского района, в непосредственной близости к областному центру, городу Тараз и в 40 километрах к юго-востоку от районного центра села Аса. Ближайшая железнодорожная станция Талас — расположена на северной окраине села. Соседние населённые пункты: Талас — в северных границах села, Талас в 1 километре к северу, Ботамойнак в 2,5 километрах к северо-востоку. Транспортное сообщение осуществляется по выездной автодороге к Таразу; проходит железнодорожная магистраль «Луговая—Тараз» (Турксиб). Высота села — 596 метров.

## История
Населённый пункт был основан в 1959 году в связи с образованием плодово-ягодного совхоза. На начало 2000-х годов село имело среднюю школу, клуб, библиотеку, амбулаторию.

## Население
| Численность населения | Численность населения | Численность населения |
| 1989                  | 1999                  | 2009                  |
| --------------------- | --------------------- | --------------------- |
| 2464                  | ↗3173                 | ↘3084                 |

Процентное соотношение численно-преобладающих национальностей согласно переписи 1989 года:
| Национальность | Процентное соотношение |
| -------------- | ---------------------- |
| Казахи         | 57 %                   |
| Другие         | 43 %                   |